# Chlebowiec różnolistny
Chlebowiec różnolistny (Artocarpus heterophyllus Lam.) – gatunek rośliny z rodziny morwowatych. Nazywany też drzewem bochenkowym. Pochodzi z Indii, jest uprawiany również w wielu innych rejonach świata o klimacie tropikalnym.

## Morfologia

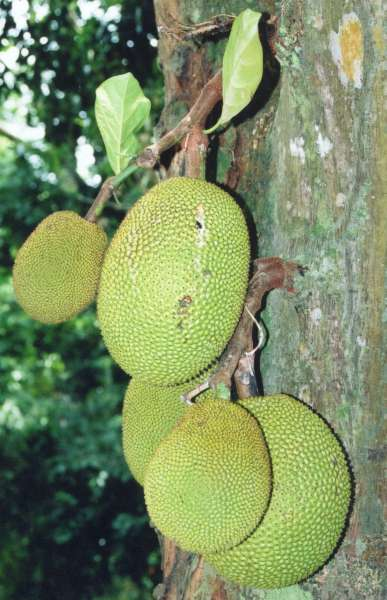
Owoce

PokrójDrzewo dorastające do 25 m wysokości.
LiścieCiemnozielone i błyszczące, całobrzegie, długości do 15 cm.
OwoceWyrastają prosto z pnia, osiągają 30–90 cm długości, 20–25 cm średnicy i przeważnie 5–10 kg masy, wyjątkowo do 35 kg. Owoc pokryty licznymi krótkimi i tępymi kolcami. Jeden owoc zawiera 100–600 nasion.

## Biologia
Roślina zimozielona. W tkankach znajduje się sok mleczny. Rozmnaża się za pomocą nasion.

## Zastosowanie
- Drewno: Cenione w meblarstwie, kolorem przypomina mahoń.
- Roślina jadalna: Owoce drzewa bochenkowego (dżakfrut) spożywa się przeważnie na świeżo, po wysuszeniu lub w postaci dżemu. Do spożycia nadaje się ich żółty lub różowy, kleisty i słodki choć bardzo intensywnie pachnący miąższ, a także duże, brązowe nasiona[4].
- Z drewna uzyskuje się żółty barwnik, wykorzystywany w Tajlandii do barwienia szat mnichów buddyjskich[5].
- Uprawa: Uprawiany jest w Indiach i Indonezji.